# George Hill (cestista)
George Jesse Hill jr. (Indianapolis, 4 maggio 1986) è un cestista statunitense, professionista nella NBA.

## Carriera

### NBA

#### San Antonio Spurs
Hill è stato selezionato alla 26ª scelta del draft NBA 2008 al primo giro dai San Antonio Spurs. Relegato all'inizio sistematicamente in panchina da coach Gregg Popovich, è stato riscoperto in seguito all'infortunio occorso a Tony Parker e all'operazione al ginocchio subita da Emanuel Ginóbili, quando Popovich l'ha spesso preferito a Jacque Vaughn. In realtà Hill era praticamente pronto ad andare in una franchigia della D-League, ma Popovich volle farlo scendere in campo per una volta, scoprendo così il suo talento.
George si è dimostrato un ottimo play-guardia, facendo vedere la sua grande capacità di distribuire assist, ma anche un buon tiro, specialmente dalla media e da tre, diventando uno dei preferiti di Popovich.
Da notare come al suo college, lo IUPUI, uno dei più piccoli e meno noti degli USA, nella zona di Indianapolis, non si recasse praticamente nessuno scout NBA. Fu solo grazie ad una casualità che alcuni osservatori degli Spurs, trovandosi dalle parti del college, notarono George Hill.
Col ritorno di Tony Parker e Emanuel Ginóbili, il suo minutaggio è vistosamente calato, ma comunque è continuato ad essere una delle pedine più importanti della panchina di Popovich.

#### Indiana Pacers
Il 23 giugno 2011, giorno del Draft, gli Spurs hanno ceduto Hill agli Indiana Pacers in cambio delle loro scelte numero 15 (Kawhi Leonard) e 42 (Dāvis Bertāns) di quel draft più i diritti su Erazem Lorbek (46º pick Pacers del 2005).

#### Utah Jazz
Il 7 luglio 2016 si trasferisce agli Utah Jazz via trade. Fa il suo esordio casalingo contro i Los Angeles Lakers (vittoria per 96 a 89), risultando il miglior in campo e siglando 23 punti. Con 16,9 punti di media ha contribuito a portare la squadra ai playoffs. Anche in postseason ha tenuto una buona media punti (15,6) in 8 partite disputate, non giocando alcune gare per infortunio e uscendo al secondo turno contro i Golden State Warriors.

#### Sacramento Kings e Cleveland Cavaliers
Il 10 luglio 2017 Hill ha firmato un contratto triennale da 57 milioni di dollari con i Sacramento Kings.
Il 9 febbraio 2018, durante la trade dead-line, si è trasferito ai Cleveland Cavaliers, andando così a giocare in una squadra che punta per il titolo. La cosa non gli riesce in quanto nelle finali i Cavs sono stati sconfitti in 4 gare dagli Warriors.

#### Milwaukee Bucks
L'8 dicembre 2018 viene ceduto ai Milwaukee Bucks.
A fine anno viene tagliato a causa del suo pesante contratto annuale da 18 milioni di euro ed in seguito rifirmato per un totale di 29 milioni in 3 anni,dei quali solo il primo totalmente garantito

#### New Orleans Pelicans
Viene ceduto dai Milwaukee Bucks ai New Orleans Pelicans insieme a Eric Bledsoe e tre scelte al Draft in cambio di Jrue Holiday.

## Statistiche
| * | Primo nella lega |

### NCAA
| Anno      | Squadra       | PG | PT | MP   | TC%  | 3P%  | TL%  | RP  | AP  | PRP | SP  | PP   |
| --------- | ------------- | -- | -- | ---- | ---- | ---- | ---- | --- | --- | --- | --- | ---- |
| 2004-2005 | IUPUI Jaguars | 28 | 20 | 28,6 | 52,1 | 42,0 | 70,2 | 4,6 | 2,3 | 1,4 | 0,3 | 10,7 |
| 2005-2006 | IUPUI Jaguars | 29 | 29 | 35,1 | 51,8 | 32,0 | 79,8 | 6,0 | 3,6 | 1,7 | 0,3 | 18,9 |
| 2006-2007 | IUPUI Jaguars | 5  | 5  | 28,4 | 50,9 | 30,8 | 65,2 | 5,4 | 2,0 | 1,6 | 0,0 | 14,6 |
| 2007-2008 | IUPUI Jaguars | 32 | 32 | 36,8 | 54,5 | 45,0 | 81,2 | 6,8 | 4,3 | 1,8 | 0,4 | 21,5 |
| Carriera  | Carriera      | 94 | 86 | 33,4 | 52,9 | 40,5 | 78,4 | 5,8 | 3,4 | 1,6 | 0,3 | 17,1 |

#### Massimi in carriera
- Massimo di punti: 34 vs Missouri-Kansas City (3 gennaio 2008)[9]
- Massimo di rimbalzi: 16 vs Oakland (8 gennaio 2005)
- Massimo di assist: 11 vs Chicago State (22 febbraio 2005)
- Massimo di palle rubate: 4 (6 volte)
- Massimo di stoppate: 2 (4 volte)
- Massimo di minuti giocati: 45 (2 volte)

### NBA

#### Regular season
| Anno      | Squadra             | PG  | PT  | MP   | TC%  | 3P%   | TL%  | RP  | AP  | PRP | SP  | PP   |
| --------- | ------------------- | --- | --- | ---- | ---- | ----- | ---- | --- | --- | --- | --- | ---- |
| 2008-2009 | San Antonio Spurs   | 77  | 7   | 16,5 | 40,3 | 32,9  | 78,1 | 2,1 | 1,8 | 0,6 | 0,3 | 5,7  |
| 2009-2010 | San Antonio Spurs   | 78  | 43  | 29,2 | 47,8 | 39,9  | 77,2 | 2,6 | 2,9 | 0,9 | 0,3 | 12,4 |
| 2010-2011 | San Antonio Spurs   | 76  | 5   | 28,3 | 45,3 | 37,7  | 86,3 | 2,6 | 2,5 | 0,9 | 0,3 | 11,6 |
| 2011-2012 | Indiana Pacers      | 50  | 9   | 25,5 | 44,2 | 37,6  | 77,8 | 3,0 | 2,9 | 0,8 | 0,3 | 9,6  |
| 2012-2013 | Indiana Pacers      | 76  | 76  | 34,5 | 44,3 | 36,8  | 81,7 | 3,7 | 4,7 | 1,1 | 0,3 | 14,2 |
| 2013-2014 | Indiana Pacers      | 76  | 76  | 32,0 | 44,2 | 36,5  | 80,7 | 3,7 | 3,5 | 1,0 | 0,3 | 10,3 |
| 2014-2015 | Indiana Pacers      | 43  | 36  | 29,5 | 47,7 | 35,8  | 79,0 | 4,2 | 5,1 | 1,0 | 0,3 | 16,1 |
| 2015-2016 | Indiana Pacers      | 74  | 73  | 34,1 | 44,1 | 40,8  | 76,0 | 4,0 | 3,5 | 1,1 | 0,2 | 12,1 |
| 2016-2017 | Utah Jazz           | 49  | 49  | 31,5 | 47,7 | 40,3  | 80,1 | 3,4 | 4,2 | 1,0 | 0,2 | 16,9 |
| 2017-2018 | Sacramento Kings    | 43  | 36  | 26,6 | 46,9 | 45,3  | 77,8 | 2,7 | 2,8 | 0,9 | 0,3 | 10,3 |
| 2017-2018 | Cleveland Cavaliers | 24  | 24  | 27,9 | 44,4 | 35,1  | 80,5 | 2,7 | 2,8 | 0,9 | 0,6 | 9,4  |
| 2018-2019 | Cleveland Cavaliers | 13  | 13  | 26,5 | 51,4 | 46,4  | 85,0 | 2,1 | 2,8 | 0,9 | 0,1 | 10,8 |
| 2018-2019 | Milwaukee Bucks     | 47  | 0   | 20,4 | 42,8 | 28,0  | 81,5 | 2,6 | 2,1 | 0,9 | 0,1 | 6,8  |
| 2019-2020 | Milwaukee Bucks     | 59  | 2   | 21,5 | 51,6 | 46,0* | 84,2 | 3,0 | 3,1 | 0,8 | 0,1 | 9,4  |
| 2020-2021 | Oklahoma Thunder    | 14  | 14  | 26,3 | 50,8 | 38,6  | 84,0 | 2,1 | 3,1 | 0,9 | 0,1 | 11,8 |
| 2020-2021 | Philadelphia 76ers  | 16  | 3   | 18,9 | 44,2 | 39,1  | 76,0 | 2,0 | 1,9 | 0,7 | 0,2 | 6,0  |
| 2021-2022 | Milwaukee Bucks     | 54  | 17  | 23,2 | 42,9 | 30,6  | 91,9 | 2,9 | 2,2 | 0,8 | 0,1 | 6,2  |
| 2022-2023 | Milwaukee Bucks     | 35  | 0   | 19,1 | 44,7 | 31,1  | 73,9 | 1,9 | 2,5 | 0,5 | 0,1 | 5,0  |
| 2022-2023 | Indiana Pacers      | 11  | 1   | 15,1 | 55,9 | 52,4  | 88,9 | 1,6 | 1,9 | 0,6 | 0,3 | 5,2  |
| Carriera  | Carriera            | 915 | 484 | 26,8 | 45,7 | 38,0  | 80,6 | 3,0 | 3,1 | 0,9 | 0,3 | 10,4 |

#### Play-off
| Anno     | Squadra             | PG  | PT | MP   | TC%  | 3P%  | TL%  | RP  | AP  | PRP | SP  | PP   |
| -------- | ------------------- | --- | -- | ---- | ---- | ---- | ---- | --- | --- | --- | --- | ---- |
| 2009     | San Antonio Spurs   | 4   | 0  | 19,1 | 33,3 | 37,5 | 85,7 | 2,0 | 0,5 | 0,5 | 0,3 | 5,8  |
| 2010     | San Antonio Spurs   | 10  | 8  | 34,4 | 45,1 | 37,9 | 83,8 | 3,1 | 0,7 | 1,0 | 0,2 | 13,4 |
| 2011     | San Antonio Spurs   | 6   | 1  | 31,5 | 40,0 | 26,7 | 86,7 | 5,0 | 2,3 | 1,5 | 0,3 | 11,7 |
| 2012     | Indiana Pacers      | 11  | 11 | 31,5 | 44,8 | 37,5 | 84,8 | 2,3 | 2,9 | 1,2 | 0,3 | 13,5 |
| 2013     | Indiana Pacers      | 18  | 18 | 38,1 | 40,1 | 35,8 | 82,9 | 3,7 | 4,3 | 1,2 | 0,2 | 14,6 |
| 2014     | Indiana Pacers      | 19  | 19 | 36,1 | 44,4 | 36,4 | 72,1 | 3,8 | 3,0 | 1,2 | 0,2 | 12,1 |
| 2016     | Indiana Pacers      | 7   | 7  | 33,6 | 56,1 | 48,1 | 81,8 | 2,7 | 2,1 | 0,9 | 0,1 | 13,6 |
| 2017     | Utah Jazz           | 8   | 8  | 35,1 | 46,9 | 38,7 | 72,4 | 4,1 | 3,6 | 0,3 | 0,1 | 15,6 |
| 2018     | Cleveland Cavaliers | 19  | 18 | 29,3 | 45,0 | 31,4 | 77,4 | 2,2 | 2,2 | 0,5 | 0,4 | 9,2  |
| 2019     | Milwaukee Bucks     | 15  | 0  | 26,3 | 53,4 | 41,7 | 81,8 | 3,5 | 2,8 | 0,8 | 0,3 | 11,5 |
| 2020     | Milwaukee Bucks     | 10  | 1  | 26,8 | 47,8 | 35,7 | 80,8 | 2,4 | 3,1 | 0,6 | 0,0 | 9,5  |
| 2021     | Philadelphia 76ers  | 12  | 0  | 17,1 | 44,2 | 42,1 | 76,9 | 1,3 | 1,5 | 0,7 | 0,3 | 4,7  |
| 2022     | Milwaukee Bucks     | 5   | 0  | 15,3 | 20,0 | 50,0 | 100  | 1,2 | 0,6 | 0,0 | 0,0 | 1,0  |
| Carriera | Carriera            | 144 | 91 | 30,2 | 45,2 | 37,2 | 80,2 | 3,0 | 2,6 | 0,9 | 0,2 | 11,1 |

#### Massimi in carriera
- Massimo di punti: 37 vs Portland Trail Blazers (7 febbraio 2014)[10]
- Massimo di rimbalzi: 11 (2 volte)
- Massimo di assist: 12 vs Cleveland Cavaliers (27 febbraio 2015)
- Massimo di palle rubate: 5 (4 volte)
- Massimo di stoppate: 4 vs Los Angeles Lakers (28 dicembre 2010)
- Massimo di minuti giocati: 48 vs Washington Wizards (14 aprile 2015)